# Sadowa (województwo mazowieckie)
Sadowa – wieś w Polsce położona w województwie mazowieckim, w powiecie warszawskim zachodnim, w gminie Łomianki. Leży przy DK7.
| SIMC    | Nazwa   | Rodzaj    |
| ------- | ------- | --------- |
| 1059030 | Sadówka | część wsi |

W latach 1975–1998 miejscowość administracyjnie należała do województwa warszawskiego.
Według staniu na dzień 31 grudnia 2008 sołectwo posiada powierzchnię 343,2 ha i 670 mieszkańców.

## Sołectwo
Obszarem sołectwa Sadowa jest obszar ograniczony:
- od południa granica gminy Izabelin biegnąca przez Kampinoski Park Narodowy,
- od zachodu granica gminy Czosnów od ulicy Jagodowej przez tereny rolne i wzdłuż ulicy Środkowej,
- od północy granica sołectwa Dziekanów Nowy wzdłuż drogi gruntowej bez nazwy,
- od wschodu granica sołectwa Dziekanów Polski wzdłuż ulic: Turystycznej i Kolejowej, wzdłuż linii równoległej od ulicy Pięknej i Władcy Pierścieni oraz wzdłuż granicy Kampinoskiego Parku Narodowego i dalej granicą sołectwa Dziekanów Leśny i duktem leśnym stanowiącym przedłużenie ul. Wędkarskiej w Kampinoskim Parku Narodowym.